# 体循環

体循環

体循環（たいじゅんかん、英語: Circulatory system）または大循環（だいじゅんかん）は、左心室から右心房までの血液の循環路である。

## 概要
左心室から出た動脈血が大動脈を通って肺以外の全身に渡って静脈血となり大静脈を経由して右心房まで循環することである。
体循環と肺循環の血液量、すなわち左心室と右心室の拍出量は同一ではなく、体循環と肺循環の間には一部分に短絡（生理的シャント）が存在する。
例えば、気管支動脈肺動脈に、冠動脈の一部分が左心房に還流する。そうすると、正常でも約2％の体循環血は、右心系に戻れない。この短縮された量は、病的な場合に異常に増すことがある。
体循環の収縮期血圧は、肺循環の5倍の圧が加わっている。これは、体血管抵抗が、肺血管抵抗の5倍だからである。